# Expediția Imperială Transantarctică

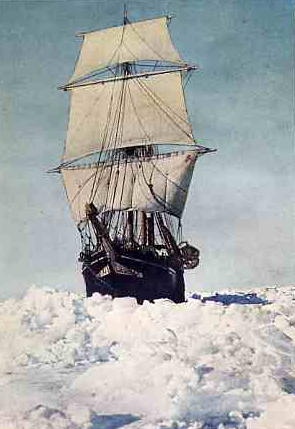
Nava Endurance cu pânzele sus, la 1915

Expediția Imperială Transantarctică (1914–17), cunoscută și sub numele de Expediția Endurance, a fost ultima mare expediție din epoca eroică de explorări ale Antarcticii. Concepută de Sir Ernest Shackleton, expediția a încercat să realizeze prima traversare pe sol a continentului antarctic. După cucerirea Polului Sud de către Roald Amundsen în 1911, traversarea rămânea, după cum spunea Shackleton, „singurul mare obiectiv al călătoriilor în Antarctica”. Expediția a eșuat total în încercarea îndeplinirii acestui scop, dar a rămas în memorie ca o poveste de supraviețuire plină de acte de eroism. După ce au pierdut practic totul, membrii expediției au reușit să supraviețuiască în condiții dificile în Antarctica și să caute ajutor prin propriile mijloace.
Shackleton făcuse parte din Expediția Discovery întreprinsă în Antarctica de căpitanul Scott în perioada 1901–04, și condusese Expediția Antarctică Britanică, 1907–09. Noua expediție impunea ca un grup de oameni să navigheze până în Marea Weddell, iar o parte din ei să coboare la țărm la aproximativ 78° latitudine sudică, în apropierea Golfului Vahsel, pentru a pregăti un marș de-a lungul continentului, pe la Polul Sud până la Marea Ross. Restul grupului urma să călătorească, între timp, pe partea opusă a continentului, să se instaleze în Golful McMurdo⁠(d), și de acolo să înființeze o serie de posturi de-a lungul barierei de gheață Ross până la baza ghețarului Beardmore. Aceste posturi urmau să devină esențiale pentru supraviețuirea călătorilor de pe continent. Expediția avea nevoie de două nave: Endurance urma să ducă grupul lui Shackleton în Marea Weddell, iar Aurora⁠(d), condusă de căpitanul Aeneas Mackintosh⁠(d), urma să ducă grupul de la Marea Ross la Golful McMurdo.
Endurance a naufragiat în ghețurile din Marea Weddell înainte de a ajunge în Golful Vahsel, și, în ciuda eforturilor de eliberare a navei, a plutit în derivă spre nord împreună cu gheața de-a lungul iernii antarctice din mijlocul anului 1915. În cele din urmă, gheața a avariat și a scufundat nava, lăsând cei 28 de oameni de la bord pe gheață și supunându-i unei serii de încercări grele. Aceștia au trăit luni de zile în tabere improvizate pe gheață, au călătorit cu bărcile de salvare pe Insula Elefantului, au călătorit apoi din nou într-o barcă deschisă, denumită James Caird, pe o distanță de 1300 km, și au efectuat prima traversare pe uscat a Insulei Georgia de Sud, ceea ce a condus la salvarea lor fără ca vreun membru al expediției să moară. Remarcabil conservata epavă a lui Endurance a fost descoperită pe fundul mării în 2022.
Între timp, grupul din Marea Ross a depășit mari greutăți în scopul lor de a-și îndeplini misiunea, după ce Aurora a fost îndepărtată de locul său de ancorare de către un vânt puternic și nu s-a mai putut întoarce. Posturile au fost instalate, dar trei persoane au murit.

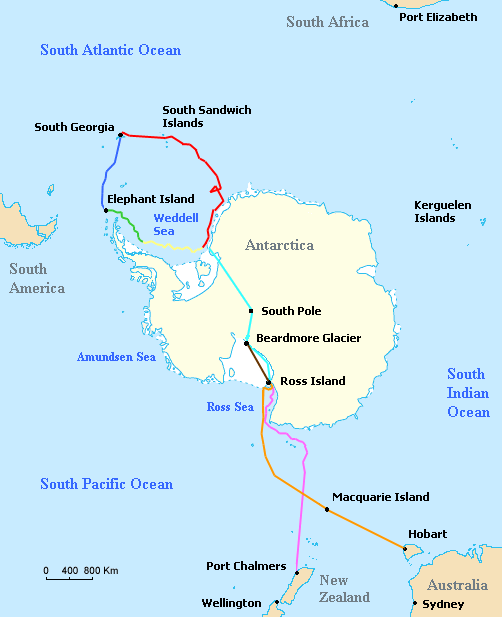
1914–1917: Hartă ce prezintă rutele maritime ale lui Endurance, Aurora și James Caird, ruta terestră planificată, și ruta posturilor de provizii a grupului din Marea Ross:
Călătoria lui Endurance
Deriva lui Endurance între gheţuri
Deriva gheţurilor după ce Endurance s-a scufundat
Călătoria lui James Caird
Ruta transcontinentală planificată
Călătoria lui Aurora până în Antarctica
Deriva şi retragerea lui Aurora
Ruta posturilor de provizii

     Călătoria lui Endurance
     Deriva lui Endurance între gheţuri
     Deriva gheţurilor după ce Endurance s-a scufundat
     Călătoria lui James Caird
     Ruta transcontinentală planificată
     Călătoria lui Aurora până în Antarctica
     Deriva şi retragerea lui Aurora
     Ruta posturilor de provizii

## Pregătiri

### Origini
Shackleton nu mai avea un țel după întoarcerea din Expediția Nimrod în 1909, în pofida laudelor pe care le-a primit după ce a reușit să stabilească un nou record al apropierii de Polul Sud, la 88°23'S. A devenit — după cum spune pionierul schior britanic Sir Harry Brittain⁠(d) — „a bit of a floating gent” („un om puțin în derivă”). Natura următoarelor sale demersuri antarctice depindea acum de realizările expediției Terra Nova a lui Scott, care plecase din Cardiff în iulie 1910.
Scopul lui Shackleton a devenit clar când a aflat vestea neașteptatei cuceriri a Polului Sud de către Amundsen, pe 11 martie 1913. Polul însuși nu mai era un obiectiv, indiferent de ce ar fi realizat expediția lui Scott. Shackleton a scris: „Descoperirea Polului Sud nu va fi sfârșitul explorării Antarcticii”. Următorul proiect, spunea el, avea să fie „o călătorie transcontinentală de la mare la mare, cu traversarea polului”. El nu putea fi sigur că misiunea avea să-i fie încredințată, deoarece existau și alți exploratori interesați și capabili. Pe 11 decembrie 1911, o expediție germană condusă de Wilhelm Filchner⁠(d) a plecat din Georgia de Sud, cu scopul de a pătrunde adânc în Marea Weddell, stabilind o bază sudică, din care să încerce să traverseze continentul înspre Marea Ross. Spre sfârșitul lui 1912, Filchner s-a retras în Georgia de Sud, nereușind să înființeze baza. Totuși, descoperirea de către acesta a unor posibile locuri de acostare în Golful Vahsel, la aproximativ 78° latitudine sudică, a fost observată de Shackleton și inclusă în planurile sale.
În lumina veștilor sumbre privind soarta căpitanului Scott și a camarazilor săi în timpul călătoriei de întoarcere de la Polul Sud, Shackleton a început pregătirile pentru o călătorie transcontinentală. A solicitat ajutor financiar și practic de la, printre alții, Tryggve Gran⁠(d) din expediția lui Scott, și de la fostul prim-ministru Lord Rosebery, însă fără a avea mare succes. Gran a fost evaziv, iar Rosebery direct: „Niciodată nu a putut să-mi pese de poli nici cât negru sub unghie”. A primit mai mult ajutor de la William Speirs Bruce, liderul Expediției Naționale Scoțiene în Antarctica din 1902–04, care, la rândul său, plănuia o traversare a Antarctidei încă din 1908, dar care abandonase proiectul din lipsă de fonduri. Bruce l-a lăsat bucuros pe Shackleton să-i adopte planurile, deși planul final anunțat de Shackleton se datora în mică măsură lui Bruce. La 29 decembrie 1913, după ce a obținut câteva promisiuni de susținere financiară, printre care și o garanție de 10.000 de lire de la guvernul britanic, și-a publicat anunțul într-o scrisoare către ziarul The Times.

### Planul lui Shackleton
Shackleton a dat expediției sale pomposul nume de Expediția Imperială Transantarctică (în engleză „Imperial Trans-Antarctic Expedition”) și, cu scopul de a stârni interesul publicului larg, a publicat un program detaliat la începutul anului 1914. Expediția avea să constea în două grupuri și două vase. Grupul de la Marea Weddell avea să călătorească în Endurance și să meargă în zona Golfului Vahsel, unde paisprezece oameni aveau să coboare la țărm, iar din aceștia, șase, în frunte cu Shackleton, aveau să formeze Grupul Transcontinental. Acest grup, împreună cu 100 de câini, două sănii motorizate, și echipament care „întrupa tot ce poate sugera experiența liderului și a experților săi”, avea să parcurgă drumul de 2900 km până la Marea Ross. Restul de opt persoane de la țărm urmau să efectueze muncă științifică, trei mergând în Țara Graham, trei în Țara Enderby și doi în tabăra de bază.
Grupul de la Marea Ross urma să călătorească în Aurora⁠(d) la baza din Marea Ross, bază stabilită în Strâmtoarea McMurdo, pe partea opusă a continentului. După acostare, ei urmau să „înființeze posturi cu provizii pe drumul grupului transcontinental, să meargă spre sud pentru a da ajutor grupului, și să facă observații geologice”. Rolul grupului de la Marea Ross era vital; grupul lui Shackleton avea să ducă provizii doar suficiente pentru a ajunge până la baza ghețarului Beardmore. Supraviețuirea lor pe parcursul ultimilor 640 km până la Marea Ross avea să depindă de existența posturilor de provizii la coordonatele convenite, pe Bariera de gheață Ross.
În programul său, Shackleton și-a exprimat clar intenția ca traversarea să aibă loc în primul sezon, 1914–15. Mai târziu, a înțeles cât de improbabil era acest lucru, și urma să-l informeze pe Mackintosh, care se ocupa de grupul Marea Ross, de schimbarea de plan. Din păcate pentru expediție, conform corespondentului Daily Chronicle⁠(d) Ernest Perris, telegrama nu a mai fost trimisă, o omisiune care a complicat inutil munca din primul sezon a grupului de la Marea Ross.

### Finanțarea
Shackleton a considerat că are nevoie de cel puțin 50.000 de lire (sumă echivalentă la nivelul anului 2008 cu 2,2 milioane de lire) pentru a pune în aplicare cel mai simplu din planurile sale. El nu credea în apeluri pentru donații adresate publicului: „cauzează griji nesfârșite cu contabilitatea”. Metoda aleasă de el pentru strângerea fondurilor a fost solicitarea de contribuții de la finanțatori bogați, proces început încă din 1913, neavând inițial prea mare succes. Prima reușită semnificativă a venit în decembrie 1913, când guvernul i-a oferit 10.000 de lire, o sumă utilă, dar numai jumătate din ce se obținuse pentru a plăti datoriile lui Shackleton de la Expediția Nimrod. Majoritatea banilor strânși în Anglia pentru finanțarea Expediției Nimrod au venit sub formă de împrumuturi rambursabile. Shackleton nu avea fonduri care să îndeplinească aceste obligații, de unde necesitatea grantului de la guvern. Societatea Geografică Regală Britanică, de la care nu aștepta niciun ajutor, i-a dat 1000 de lire — conform Huntford, Shackleton, într-un gest generos, i-a anunțat că va avea nevoie doar de jumătate din sumă. Contribuțiile au fost asigurate în primăvara și vara lui 1914. Dudley Docker⁠(d) de la Birmingham Small Arms Company⁠(d) (BSA) a dat 10.000 de lire, Janet Stancomb-Wills⁠(d), moștenitoarea unor averi din afaceri cu tutun, a dat o sumă „generoasă” (cifra exactă nu a fost dezvăluită), și, în iunie, industriașul scoțian Sir James Caird⁠(d) a donat 24.000 de lire. „Acest magnific dar mă ușurează de toată grija”, a declarat Shackleton pentru Morning Post⁠(d).
Shackleton avea acum bani pentru a demara proiectul. Pentru 11.600 de lire a achiziționat o goeletă de 300 de tone cu trei catarge numită Polaris, construită la comanda exploratorului belgian Adrien de Gerlache pentru o expediție la Spitsbergen. Proiectul belgianului căzuse, iar nava devenise disponibilă. Shackleton i-a schimbat numele în Endurance, cu referință la motto-ul familiei sale, By endurance we conquer (în română Prin perseverență reușim). A achiziționat, pentru 3200 de lire, și nava expediției lui Douglas Mawson⁠(d), Aurora⁠(d), care se afla în portul Hobart, Tasmania, pentru a fi vasul grupului de la Marea Ross.
Nu se știe cu exactitate suma totală strânsă de Shackleton, deoarece nu se cunoaște dimensiunea donației Stancomb-Wills. Totuși, lipsa banilor a fost o grijă constantă a expediției. Ca măsură economică, proporția fondurilor alocate grupului de la Marea Ross a fost înjumătățită, ceea ce comandantul navei, Aeneas Mackintosh, a aflat doar când a sosit în Australia să preia comanda. Mackintosh a fost obligat să se roage să primească bani pentru a face viabilă partea sa din expediție. Lipsa banilor avea să întârzie și operațiunile de salvare a grupului de la Marea Ross atunci când acest lucru a devenit necesar în 1916. Shackleton a găsit o metodă de a recupera costurile după întoarcere: a vândut drepturile exclusive pentru povestea expediției către Daily Chronicle⁠(d), și a înființat The Imperial Trans Antarctic Film Syndicate, pentru a profita de drepturile cinematografice. Chiar când Shackleton a plecat către Georgia de Sud în vasul James Caird, el a lăsat instrucțiuni lui Frank Wild privind programul turneului de prelegeri, pentru cazul în care nu s-ar mai fi întors.

## Personalul

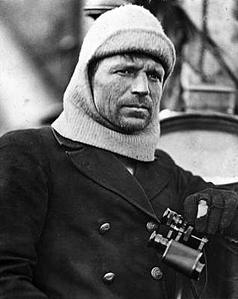
Frank Worsley, căpitanul navei Endurance

Au fost mulți voluntari pentru expediția lui Shackleton. Peste 5000 de cereri l-au asaltat pe Shackleton, inclusiv una de la „trei fete de treabă”. În cele din urmă echipajul a fost redus la 56 de oameni, 28 pentru fiecare ramură a expediției.
Ca secund, Shackleton l-a ales pe Frank Wild, care fusese cu el atât în expediția Discovery cât și în Nimrod, și care făcuse parte din grupul care se apropiase cel mai mult de Polul Sud în 1909. Wild tocmai se întorsese din Expediția Australiană Antarctică a lui Mawson. RN Chief Petty Officer Tom Crean, un erou de la Terra Nova, a fost numit al treilea ofițer, urmat în ierarhie de Alfred Cheetham⁠(d), un ofițer experimentat în explorările antarctice. Doi alți veterani ai expediției Nimrod au fost delegați la grupul de la Marea Ross, Aeneas Mackintosh⁠(d) care avea să fie comandant, și Ernest Joyce⁠(d).
Shackleton îl dorea pe John King Davis⁠(d), care fusese căpitan pe Aurora în timpul Expediției Australiene Antarctice, să fie căpitan pe Endurance. Davis a refuzat, considerând că expediția era „sortită pieirii”, astfel că Shackleton l-a numit pe Frank Worsley⁠(d), despre care se spune că a cerut să facă parte din expediție după ce a aflat de ea într-un vis. Echipa științifică de șase persoane care a urcat la bordul lui Endurance era compusă din doi chirurgi, Alexander Macklin⁠(d) și James McIlroy⁠(d); geologul James Wordie⁠(d); biologul Robert Clark⁠(d); fizicianul Reginald James⁠(d); și meteorologul Leonard Hussey⁠(d), care mai târziu aveau să editeze cartea lui Shackleton bazată pe expediție și intitulată Sud. Fotograful Frank Hurley⁠(d) și artistul George Marston⁠(d) aveau să se asigure că se obțin imagini din expediție.
Compoziția finală a grupului de la Marea Ross a fost alcătuită în grabă. Unii care au plecat din Anglia spre Australia pentru a urca pe Aurora au renunțat înainte ca aceasta să plece spre Marea Ross, iar completitudinea echipajului a rămas sub semnul întrebării până în ultimul moment. Doar Mackintosh și Joyce aveau experiență în explorarea Antarcticii, iar în cazul ultimului, aceasta era extrem de redusă.

## Expediția

### Grupul de la Marea Weddell

#### Călătoria printre ghețuri
Endurance a plecat din Plymouth la 8 august 1914, cu o mică oprire la Buenos Aires unde a urcat la bord Hurley, iar William Bakewell⁠(d) și clandestinul Perce Blackborow⁠(d) s-au adăugat și ei echipajului. Câțiva membri ai echipajului menționați de Worsley în timpul călătoriei din Anglia dispar din jurnal după această oprire, probabil coborând în Argentina. După o ultimă oprire de o lună în Grytviken, Georgia de Sud, Endurance a plecat către Antarctica la 5 decembrie. După două zile, Shackleton a întâlnit gheață încă de la 57°26’ lat. S, ceea ce a forțat nava să efectueze manevre. Pe parcursul următoarelor zile au existat probleme superioare cu banchiza, care, la 14 decembrie a fost destul de groasă ca să oprească nava pentru 24 de ore. După trei zile, nava a fost oprită din nou. Shackleton a comentat: „Eram pregătit pentru condiții dificile în Marea Weddell, dar speram că gheața va fi desprinsă. Ceea ce am întâlnit a fost o banchiză foarte densă și foarte încăpățânată”.

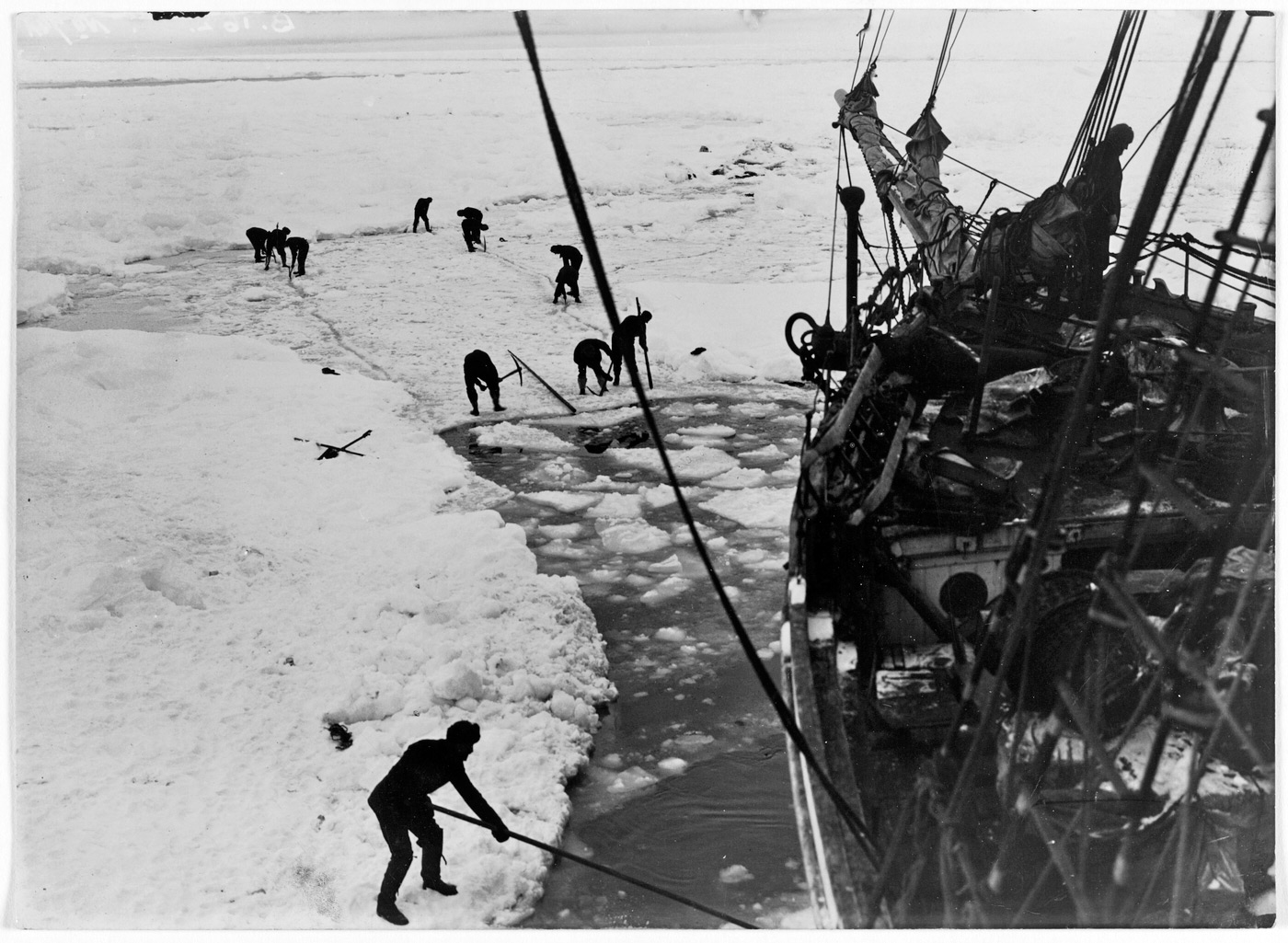
Lucrări pentru eliberarea lui Endurance dintre ghețuri

Progresul a fost întârziat de opriri dese până când calea s-a deschis și Endurance a putut avansa constant către sud pe 22 decembrie. Aceasta a durat încă două săptămâni, iar nava a pătruns adânc în Marea Weddell. Alte întârzieri au încetinit progresul în primele zile ale anului 1915, deși între 7 și 10 ianuarie un drum lung parcurs către sud i-a adus aproape de zidurile de gheață înalte de 30 m care mascau regiunea de coastă a Țării Coats, descoperită și botezată de William Speirs Bruce în 1904. La 15 decembrie, Endurance a ajuns lângă un ghețar mare, marginea căruia forma un golf care părea a fi un loc excelent pentru acostare. Totuși, nu se punea problema acostării pe o durată atât de îndelungată într-un loc atât de îndepărtat de Golful Vahsel, „în afara cazului când necesitățile o impun” — decizie pe care Shackleton avea să o regrete. La 17 ianuarie, după un drum lung de 23 km, nava a ajuns la 76°27’S, unde se putea vedea pământ, denumit de Shackleton Coasta Caird, după principalul său sponsor. Vremea nefavorabilă i-a forțat să se refugieze la adăpostul unui aisberg.
Acum se aflau aproape de Țara Luitpold, la al cărui capăt sudic se afla destinația lor, Golful Vahsel. A doua zi, nava a fost forțată să se deplaseze spre vest 23 km, reluându-și drumul pe direcție spre sud și apoi puțin spre nord-vest, înainte de a fi oprită cu totul. Poziția navei era la 76°34’S, 31°30’W. A devenit clar în curând că Endurance era blocată în gheață, și, după zece zile de inactivitate, focurile navei au fost înăbușite pentru a conserva combustibilul. S-au continuat eforturile de eliberare; la 14 februarie, Shackleton a ordonat oamenilor să coboare pe gheață cu dălți, fierăstraie și târnăcoape, să încerce să forțeze trecerea, dar efortul s-a dovedit inutil. Shackleton nu a abandonat toată speranța de a se elibera, dar acum contempla „posibilitatea de a petrece o iarnă în brațele neospitaliere ale banchizei”.

#### Deriva luiEndurance

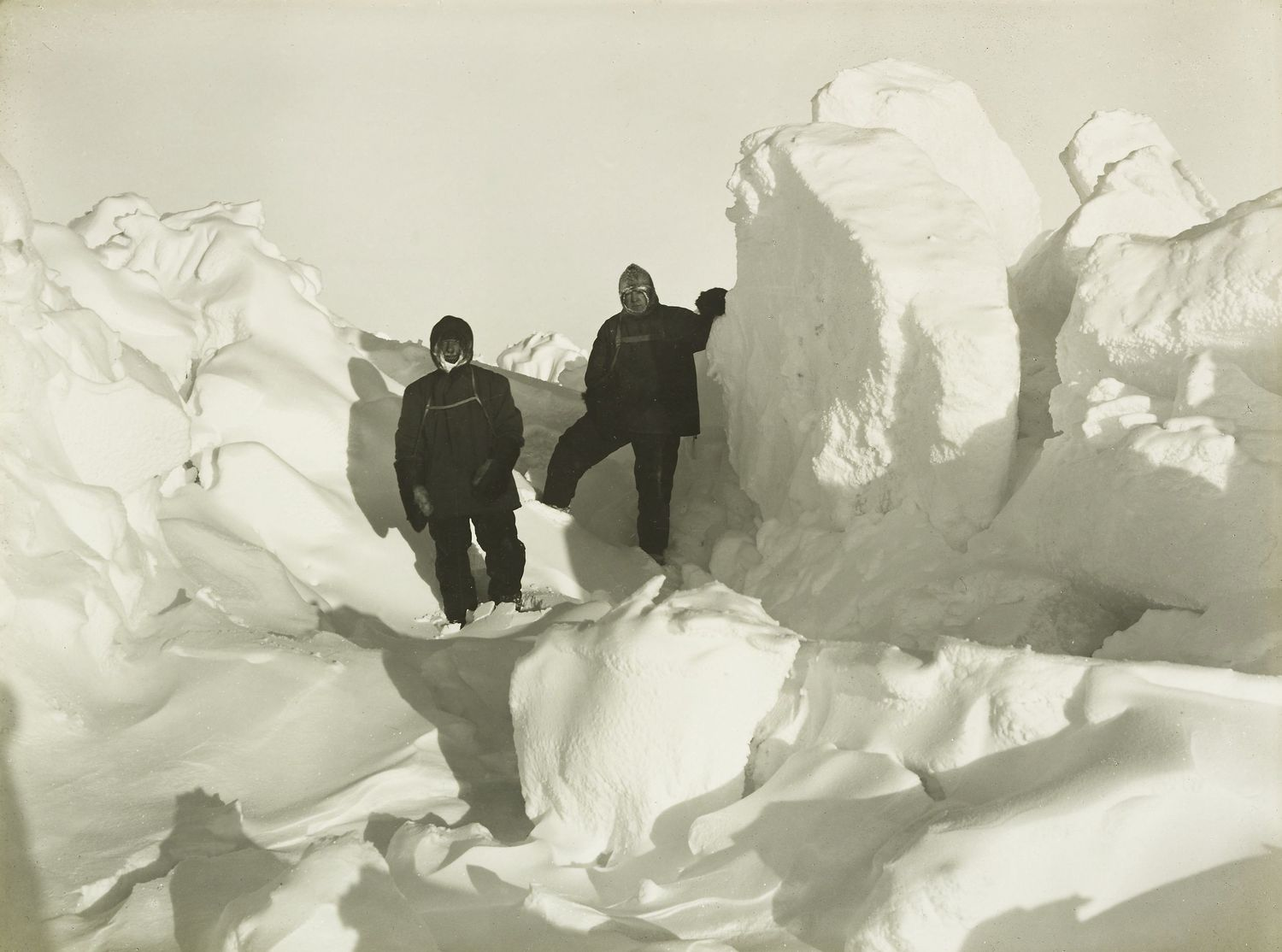
Shackleton și Wild printre cutele de presiune din banchiza de gheață.

La 21 februarie, Endurance, strâns prinsă, a plutit în derivă până la latitudinea sa cea mai sudică, 76°58’S, după care a început să se deplaseze constant spre nord împreună cu banchiza. La 24 februarie, Shackleton, realizând că nu vor putea controla nava toată iarna, a ordonat abandonarea muncilor de rutină de la bordul navei. Câinii au fost dați jos și puși în cotețe de gheață, iar interiorul vasului a fost transformat în locuințe de iarnă pentru diversele grupuri de oameni — ofițeri, oameni de știință, ingineri și marinari. Stația radio a fost instalată, dar poziția era prea îndepărtată pentru a putea transmite sau primi semnale.
Cât despre șansele de eliberare, Shackleton cunoștea exemplul recent al navei lui Wilhelm Filchner, Deutschland, care a rămas blocat între ghețuri în aceeași regiune cu trei ani înainte. După tentativele lui Filchner de a stabili o bază terestră la Golful Vahsel, nava sa Deutschland a fost prinsă între ghețuri la 6 martie 1912, la aproximativ 320 km de coastele Țării Coats. După șase luni, la latitudinea de 63°37’, nava s-a eliberat, apoi s-a deplasat spre Georgia de Sud aparent în stare bună. O experiență similară ar fi putut să permită și lui Endurance să facă o a doua tentativă de a ajunge în Golful Vahsel în următoarea primăvară antarctică.
De-a lungul lunilor februarie și martie 1915, viteza de derivă a fost foarte scăzută. La sfârșitul lui martie, Shackleton a calculat că nava parcursese doar 155 km din 19 ianuarie. Totuși, pe măsură ce iarna se instala, viteza de derivă creștea, iar starea ghețurilor dimprejur se schimba. La 14 aprilie, Shackleton a înregistrat cum ghețurile „se adună și se freacă de alte mase de gheață” — dacă nava ar fi fost prinsă în această perturbație, „ar fi strivită ca o coajă de ou”. În mai, în timp ce soarele a apus pentru a nu mai răsări până la sfârșitul iernii, nava se afla la 75°23’S, 42°14’V, încă plutind în derivă în direcție nordică. După cel puțin patru luni, primăvara avea să aducă șansa unei noi deschideri a gheții, și era posibil ca Endurance să nu se poată elibera la timp pentru a reîncerca să pătrundă în regiunea Golfului Vahsel. Shackleton contempla acum posibilitatea de a găsi un teren alternativ de acostare pe țărmul vestic al Mării Weddell, dacă se putea ajunge la un astfel de punct. „Între timp”, scria el, „trebuie să așteptăm”.

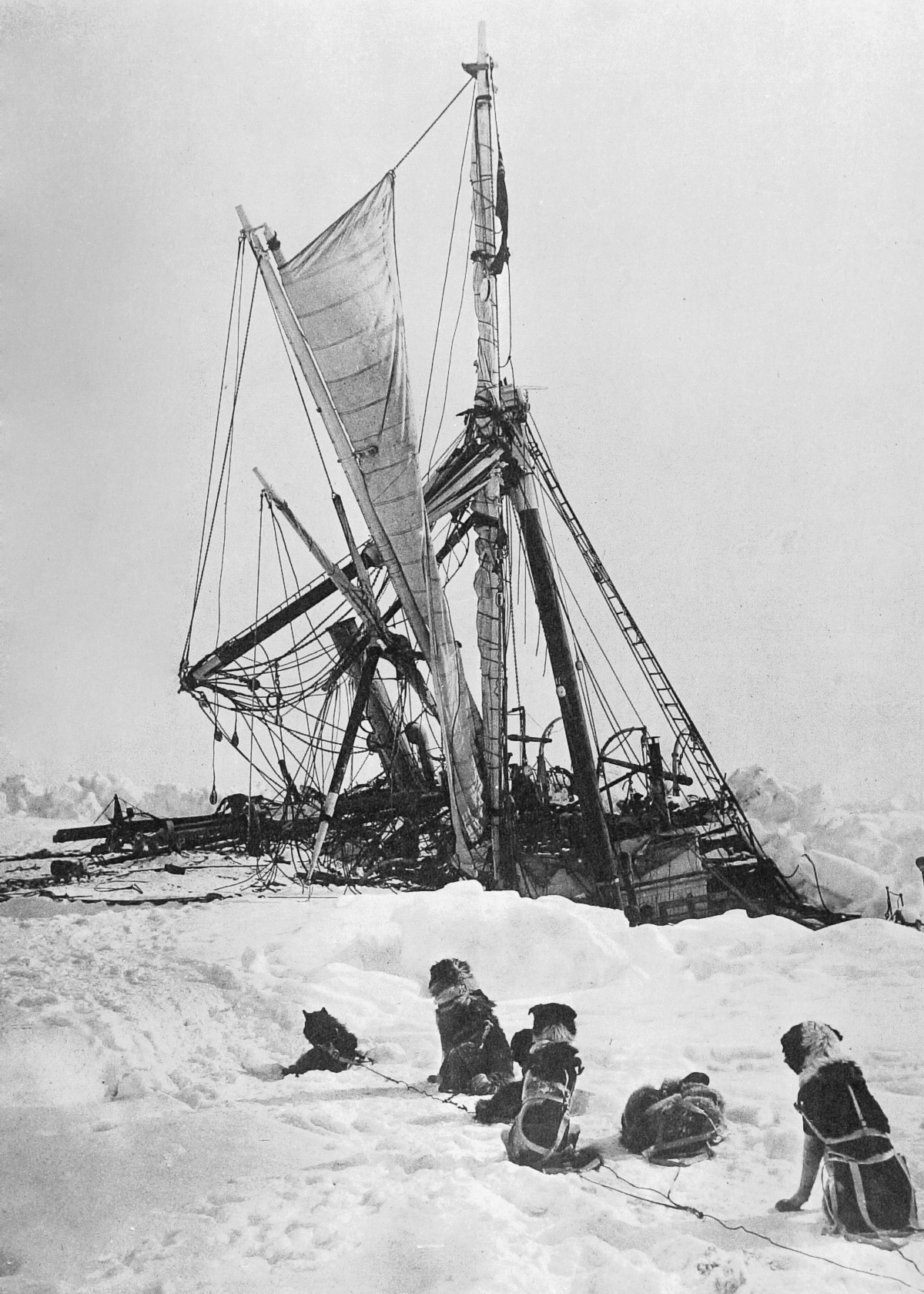
Câinii privesc către Endurance în ultimele momente ale derivei sale, cu puțin timp înainte de scufundarea acesteia în Marea Weddell

În întunecoasele luni de iarnă mai, iunie și iulie, nu s-au întâmplat prea multe, principala misiune a lui Shackleton fiind menținerea condiției fizice și a stării psihice, misiune îndeplinită cu destul succes; pe gheață se desfășurau meciuri de fotbal și curse de câini, iar seara se jucau mici piese de teatru. Gheața a dat primele semne de spargere pe 22 iulie, și apoi pe 1 august, în timpul unui vânt puternic dinspre sud-vest cu o ninsoare masivă, când Endurance era la 72°26’S, 48°10’V, gheața a început să crape în jurul navei, presiunea împingând mase de gheață sub chilă și cauzând o puternică înclinare spre babord. Poziția era periculoasă; Shackleton scria: „Efectele presiunii din jurul nostru erau uimitoare. Blocuri solide de gheață […] s-au ridicat încet până au sărit ca niște sâmburi de cireșe strânși între degete […] dacă nava ar ajunge să fie strânsă puternic, soarta sa ar fi pecetluită”. Acest pericol a trecut, iar următoarele săptămâni au fost liniștite. Apăsările însă au revenit la începutul lui septembrie și au continuat intermitent. La 30 septembrie, nava a suferit „cea mai tare strânsoare pe care am îndurat-o vreodată”, și a suportat ceea ce Worsley, căpitanul ei, descria ca presiuni înfricoșătoare, fiind „aruncată de ici colo ca o minge de tenis de vreo zece ori”. Shackleton îl anunțase pe Worsley că el credea că Endurance are șanse egale de a fie distrusă și de a scăpa dintre ghețuri.
Deși Endurance se dovedise capabilă să reziste la presiuni uriașe, situația navei era extrem de gravă, și, la 24 octombrie, când partea de la tribord a fost împinsă într-o banchiză, presiunea gheții din partea laterală a navei a crescut până când aceasta a început să se îndoaie și să crape; apoi, apa de sub gheață a început să curgă în interiorul navei. Când scândurile s-au spart, au scos zgomote puternice, pe care marinarii le-au descris ca similare cu „focuri de artificii și de armă”. Proviziile și trei bărci de salvare au fost trecute pe gheață, în timp ce echipajul a încercat să ducă la țărm carena navei și să pompeze apa afară, dar după câteva zile, la 27 octombrie 1915, la temperaturi de sub −25 °C, Shackleton a fost obligat să dea ordinul de abandonare a navei. În momentul abandonării, poziția înregistrată era de 69°05’S, 51°30’W. Epava a rămas plutind, și de-a lungul următoarelor săptămâni, echipajul a salvat câte materiale și provizii a putut, inclusiv fotografiile și aparatele foto ale lui Hurley care fuseseră inițial lăsate în urmă. Dintre cele aproximativ 550 de plăci fotografice, Hurley le-a ales pe cele mai bune 150, maximum cât putea fi cărat, și le-a distrus pe celelalte.

#### Tabăra de pe gheață

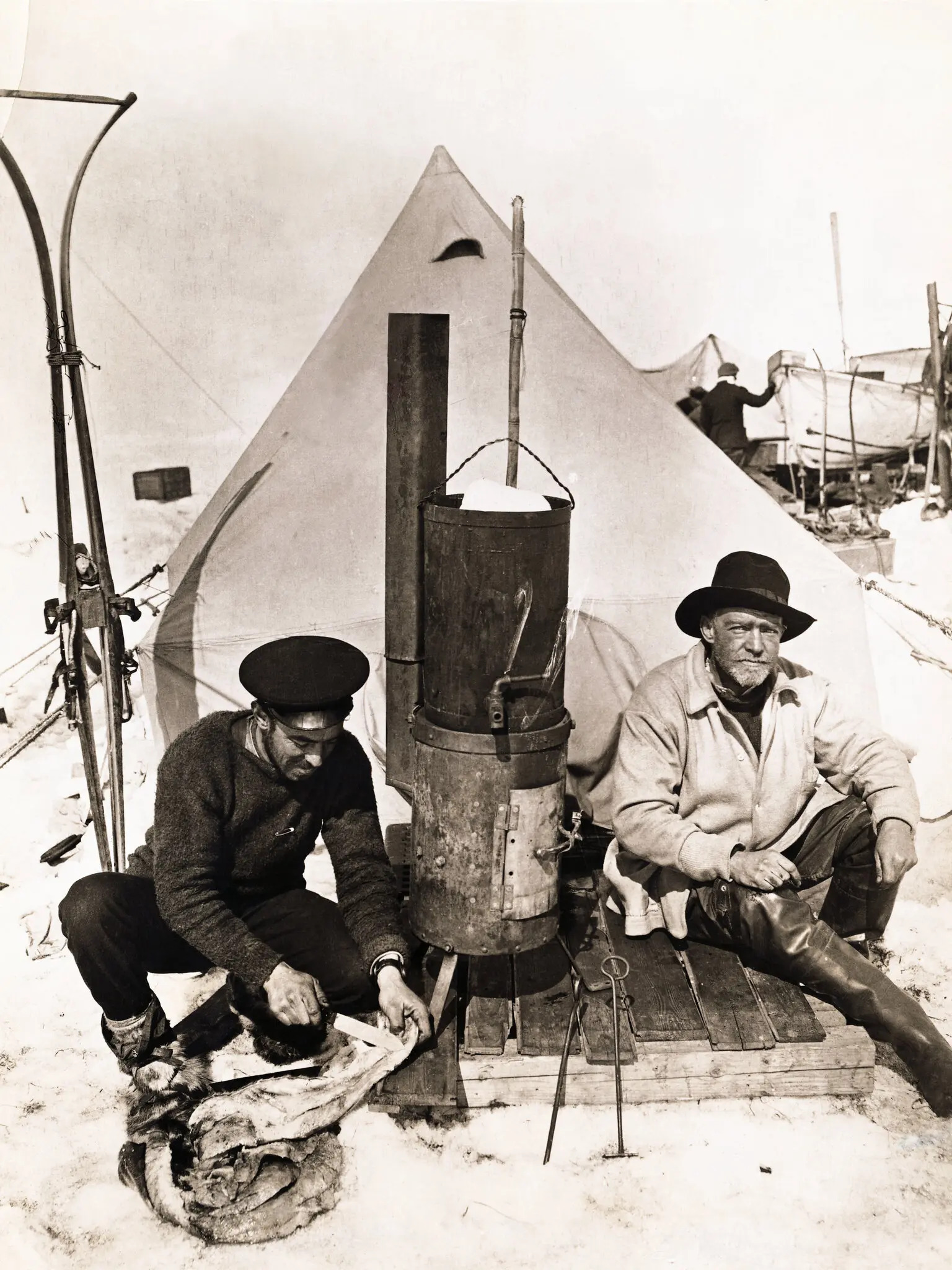
Frank Hurley și Ernest Shackleton la Tabăra Ocean.

Odată cu pierderea navei, gândurile la o călătorie transcontinentală a trebuit să fie abandonate, iar obiectivul expediției a rămas supraviețuirea. În acest scop, Shackleton intenționa să meargă cu echipajul fie spre Insula Snow Hill, baza expediției suedeze a lui Otto Nordenskiöld⁠(d) din 1902–04, unde puteau fi găsite provizii de urgență; fie spre Insula Paulet, unde Shackleton știa că există un post cu provizii substanțiale, a cărui înființare el însuși o ordonase cu 12 ani în urmă, când organiza ajutoare pentru expediția lui Nordenskiöld, sau Insula Robertson. Shackleton credea că vor putea traversa Țara Graham de pe oricare dintre aceste insule pentru a ajunge la avanposturile vânătorilor de balene din Golful Wilhelmina. Distanța până la Insula Snow Hill de la poziția inițială era, după calculele lui Worsley, de 500 km, iar până la Golful Wilhelmina, încă 190 km. Trebuia să ia cu ei hrană, combustibil, echipament de supraviețuire și trei bărci de salvare grele.
Înainte să înceapă marșul, Shackleton a ordonat ca cele mai slabe animale să fie împușcate, inclusiv pisica tâmplarului Harry McNish⁠(d), Mrs Chippy⁠(d), și un cățel pe care îl adoptase chirurgul Macklin. Marșul a început pe 30 octombrie, dar au apărut rapid probleme. Starea gheții de pe marea din jurul lor făcea deplasarea aproape imposibilă. Întrucât presiunea orizontală a crescut, gheața de pe mare a format cute mari, adesea de 3 m înălțime. Pe această suprafață, în două zile, grupul a reușit să călătorească doar 3,2 km. La 1 noiembrie, Shackleton a abandonat marșul și a decis, în acord cu Wild și Worsley, să stabilească tabăra și să aștepte spargerea gheții. Banchiza plată și aparent solidă pe care se aflau când au renunțat la marș a fost denumită „Tabăra Ocean” și membrii grupului s-au oprit acolo. Din când în când, unele echipe au mai vizitat epava lui Endurance, care încă plutea în derivă cu ghețurile la mică distanță de tabără. Au mai fost recuperate din proviziile abandonate până când, la 21 noiembrie 1915, nava a alunecat sub gheață. Locul unde s-a scufundat Endurance avea să rămână un mister vreme de 107 ani, până când epava a fost găsită la 5 martie 2022.
Viteza de derivă începuse să crească după 1 noiembrie, și până pe 7 era de 5 km pe zi. Până la 5 decembrie trecuseră de paralela de 68°, dar direcția se modifica ușor către est. Aceasta îi ducea către o poziție de unde avea să fie dificil sau imposibil să ajungă la Insula Snow Hill. Totuși, la nord-est se afla Insula Paulet, care devenise acum destinația principală. Era la o distanță de aproximativ 400 km, iar Shackleton era dornic să reducă distanța de parcurs în barcă, distanță necesară pentru a ajunge. Astfel, la 21 decembrie, a anunțat un al doilea marș, ce urma să înceapă pe 23 decembrie.

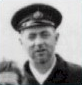
Harry McNish

Condițiile, însă, nu se îmbunătățiseră de la tentativa anterioară. Temperaturile crescuseră și era deranjant de cald, oamenii se scufundau până la genunchi în zăpada moale în timp ce se chinuiau să împingă bărcile printre cutele de presiune. La 27 decembrie, tâmplarul navei, Harry McNish⁠(d), (sau McNeish — nu există un consens printre cronicari privind grafia numelui său) s-a răzvrătit și a refuzat să mai lucreze. El a argumentat că regulamentele navale nu se mai aplică de la scufundarea lui Endurance, și că astfel nu mai este obligat să execute ordinele. Reacția fermă a lui Shackleton l-a convins pe tâmplar să se supună, dar incidentul nu a fost uitat. De-a lungul timpului, McNish avea să-și aducă contribuția la salvarea grupului, dar totuși el a fost unul dintre cei patru membri ai echipajului cărora nu li s-a acordat Medalia Polară la recomandarea lui Shackleton. Ceilalți care nu au fost medaliați au fost William Stephenson⁠(d), Ernest Holness⁠(d) și John Vincent. După două zile, cu doar 12 km parcurși în șapte zile de eforturi epuizante, Shackleton a decis oprirea, observând: „Ne-ar lua peste trei sute de zile să ajungem pe pământ”. Echipajul și-a instalat corturile și s-a stabilit în ceea ce Shackleton a denumit „Tabăra Răbdarea”, care avea să fie casa lor în următoarele trei luni.
Proviziile erau pe terminate. Hurley și Macklin au fost trimiși înapoi la Tabăra Ocean să recupereze hrana lăsată în urmă cu scopul de a ușura povara săniilor. La 2 februarie 1916, Shackleton a trimis un grup mai mare înapoi, pentru a recupera a treia barcă de salvare care rămăsese și ea în urmă. Lipsa de hrană a devenit acută cu trecerea săptămânilor, și carnea de focă, consumată înainte doar pentru a crește varietatea regimului alimentar, a devenit aliment principal, Shackleton încercând să păstreze restul de provizii raționalizate. În ianuarie, toți câinii, cu excepția a două grupuri (al căror număr fusese redus de accidente și boli în lunile precedente) au fost împușcați din ordinele lui Shackleton, deoarece câinii necesitau excesiv de multă carne de focă. Ultimele două echipe au fost împușcate pe 2 aprilie, când carnea lor a fost și ea un binevenit supliment al rațiilor. Între timp, viteza de derivă devenise eratică; după ce rămăseseră la 67° latitudine timp de câteva săptămâni, la sfârșitul lunii ianuarie a avut loc o serie de mișcări rapide spre nord-est care, până pe 17 martie, au adus Tabăra Răbdarea la aceeași latitudine cu Insula Paulet, dar la 97 km est de ea. „Puteau să fie și 1000 de km, aceleași șanse le aveam să ajungem la ea pe gheața spartă”, a scris Shackleton.
Pământul era în permanență vizibil. Vârful Muntelui Haddington de pe Insula James Ross a rămas vizibil în timp ce grupul a plutit încet pe lângă ea. Cum Insulele Snow Hill și Paulet erau inaccesibile, Shackleton a scris că toate speranțele rămăseseră în cele două mici insule de la extremitatea nordică a Țării Graham: Insula Clarence și Insula Elefantului, la 160 km nord de poziția lor din data de 25 martie, pentru ca apoi să se răzgândească și să decidă că Insula Decepției ar putea fi o destinație mai bună. Aceasta era departe spre vest, spre capătul unui lanț care forma Insulele Shetland de Sud, dar Shackleton credea că pot fi traversate mai ușor. Avantajul era că ele erau uneori vizitate de baleniere și se puteau găsi provizii acolo. Toate aceste destinații necesitau o călătorie periculoasă în bărcile de salvare, odată ce banchiza pe care pluteau s-ar fi spart. Înainte de această călătorie, bărcile de salvare erau fiecare denumite după sponsorii principali ai expediției: James Caird, Dudley Docker și Stancomb Wills.

#### Călătoria în bărci de salvare spre Insula Elefantului

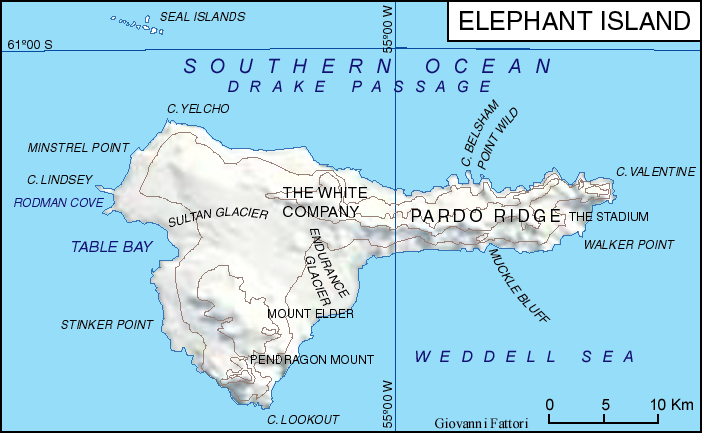
Harta Insulei Elefantului. Punctul Wild este prezent pe malul nordic.

Sfârșitul Taberei Răbdarea a fost anunțat în seara zilei de 8 aprilie, când banchiza s-a rupt. Tabăra se găsea acum pe o mică plută triunghiulară de gheață; o spargere a acesteia ar fi însemnat un dezastru, astfel că Shackleton a pregătit bărcile de salvare pentru plecarea grupului. A decis că se va încerca, pe cât posibil, să se ajungă la îndepărtata Insulă a Decepției deoarece, se pare, acolo fusese ridicată o mică biserică de lemn pentru vânătorii de balene. Aceasta putea reprezenta o sursă de lemn ce ar putea să le permită să construiască o barcă de navigat pe mare. La ora 1 p.m. în data de 9 aprilie a fost lansat la apă Dudley Docker, și o oră mai târziu toate cele trei bărci erau pe drum. Shackleton însuși comanda James Caird, Worsley comanda Dudley Docker, iar ofițerul de navigație Hubert Hudson⁠(d) era, oficial, la comanda lui Stancomb Wills, deși, din cauza stării sale mentale precare, comandantul efectiv era Tom Crean.
Următoarele câteva zile au fost extrem de dificile - bărcile erau încă între ghețuri, dependente de căile de apă ce li se deschideau, iar progresul era periculos și imprevizibil. Adesea acestea rămâneau prinse de banchize, sau erau urcate pe ele, în timp ce oamenii își puneau corturile și așteptau îmbunătățirea condițiilor. Shackleton ezita din nou între câteva potențiale destinații, și, la 12 aprilie, a respins orice altă alternativă și a decis să meargă spre golful Speranței, în capătul Țării Graham. Totuși, condițiile din bărci, cu temperaturi până la −30°C, cu puțină hrană și cu căderi dese în apă de mare înghețată, oboseau oamenii, atât fizic cât și mental, astfel că Shackleton a hotărât că Insula Elefantului, cea mai apropiată dintre refugiile posibile, rămăsese singura dintre opțiunile accesibile.
Pe 14 aprilie bărcile se aflau lângă coasta sud-estică a acestei insule, dar nu s-a pus problema unei acostări, întrucât acest țărm era unul format de stânci perpendiculare și ghețari. A doua zi, James Caird a ocolit punctul estic al insulei și a ajuns pe țărmul de nord, descoperind în cele din urmă o plajă îngustă de pietriș pe care Shackleton a decis să acosteze. În curând, toate cele trei bărci, ce se despărțiseră în noaptea dinainte, s-au reîntâlnit în punctul de acostare. În curând a devenit clar, după urmele de maree, că această plajă nu putea fi folosită drept tabără pe termen lung. A doua zi, Wild și câțiva oameni au plecat în Stancomb Wills să exploreze coasta, căutând ceva mai bun. S-au întors cu vești despre o limbă de pământ lungă, la 11 km spre vest, care părea un teren propice pentru tabără. Imediat, oamenii s-au întors la bărci și au trecut spre această nouă poziție, pe care mai târziu au botezat-o Punctul Wild.

#### Călătoria luiJames Caird

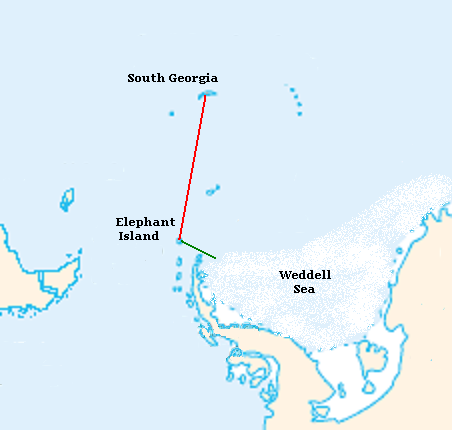
Hartă schițată care prezintă (cu verde) călătoria pe bărci de salvare până la Insula Elefantului, (cu roșu) călătoria lui James Caird de la Insula Elefantului către Georgia de Sud

Insula Elefantului era izolată, nelocuită și rareori vizitată de vânători de balene sau de alte nave. Dacă grupul dorea să se întoarcă în civilizație, era nevoie ca ei să ceară ajutor. Singura modalitate realistă de a face aceasta era de a adapta una dintre bărci pentru a putea face față unei călătorii de 1.300 km prin Oceanul Antarctic, către Georgia de Sud. Shackleton abandonase ideea de a duce grupul la Insula Decepției, (o „călătorie infinit mai puțin periculoasă”) probabil deoarece starea fizică a membrilor grupului împiedica expunerea prelungită la mările reci ale sudului. Țara Focului și Insulele Falkland erau mai aproape decât Georgia de Sud, dar pentru a ajunge acolo era nevoie să navigheze contra vântului.
Shackleton a recrutat grupul care avea să meargă cu barca: el, Worsley ca navigator, Crean, McNish, John Vincent și Timothy McCarthy, și, în urma instrucțiunilor lui Shackleton, McNish a început imediat lucrul la adaptarea lui James Caird, improvizând unelte și materiale. Frank Wild urma să fie liderul grupului de pe Insula Elefantului, cu instrucțiuni de a pleca spre Insula Decepției în primăvara următoare, în cazul în care Shackleton nu s-ar mai fi întors. Shackleton a luat provizii doar pentru patru săptămâni, știind că dacă nu se ajunge la uscat în această perioadă, barca avea să fie pierdută.
Barca de 6,85 m James Caird a fost lăsată la apă la 24 aprilie 1916. „Uluitor” și „incredibil” sunt cuvintele folosite de regulă pentru a descrie călătoria în barca deschisă care a urmat. Totul depindea de precizia navigației lui Worsley, pe baza observațiilor care urmau să fie făcute în cele mai nefavorabile condiții. Vântul principal bătea spre nord-vest, dar condițiile de mare agitată au udat totul cu apă foarte rece. Curând s-a depus un strat de gheață pe barcă, făcând-o să se deplaseze greoi. La 5 mai un vânt puternic spre nord-vest era aproape să distrugă barca, ceea ce Shackleton a descris ca fiind cele mai mari valuri pe care le-a văzut în douăzeci și șase de ani pe mare. La 8 mai, mulțumită navigației lui Worsley, s-a zărit Georgia de Sud, după o luptă de 14 zile cu elementele care au dus membrii echipajului bărcii la limita abilităților lor fizice. Vincent se prăbușise total. Shackleton scria: „Fizic, el era unul din cei mai puternici oameni de pe barcă. Era tânăr, lucrase pe trawleri în Marea Nordului, și ar fi trebuit să poată suporta dificultățile mai bine decât McCarthy care, deși nu era puternic, era mereu vesel”. După două zile, după o luptă prelungită cu marea agitată și cu vânturi puternice la sud de insulă, echipajul extenuat a ajuns la mal în Golful Regele Haakon.

#### Traversarea Georgiei de Sud

Harta Georgiei de Sud. „Tabăra Peggotty” era situată în golful adânc din sud-vest, unde scrie „Prince Olav Harbour” (Portul „Prințul Olav”).

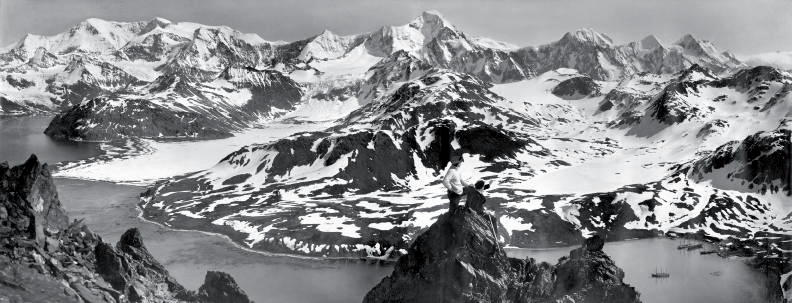
Interiorul Georgiei de Sud, fotografiat de Frank Hurley la un an după traversare

Sosirea lui James Caird în Golful Regele Haakon a fost urmată de o foarte necesară perioadă de odihnă și recuperare, în timp ce Shackleton reflecta la următoarea mișcare. Posturile populate de vânători de balene din Georgia de Sud se aflau pe coasta de nord. Pentru a ajunge acolo, trebuia fie să se ocolească insula într-o nouă călătorie cu barca, fie să se efectueze o traversare pe uscat, prin interiorul neexplorat al insulei. Starea lui James Caird, precum și forma fizică a grupului, în particular a lui Vincent și a lui McNish, au eliminat prima opțiune de pe lista celor viabile.
După cinci zile, grupul a dus barca puțin mai spre est, în capătul unui golf adânc, care avea să fie punctul de plecare pentru traversare. Shackleton, Worsley și Crean aveau să efectueze călătoria pe uscat, ceilalți rămânând în ceea ce ei botezaseră „Tabăra Pegotty”, după barca răsturnată care era casa lui Daniel Peggotty în David Copperfield. Ei urmau să fie recuperați ulterior de o barcă. O furtună care a avut loc în data de 18 mai le-a întârziat plecarea, dar la ora două în dimineața următoare, vremea era senină și liniștită, iar o oră mai târziu grupul de traversare a plecat.
În lipsa unei hărți, drumul pe care l-au ales a fost în mare parte bazat pe presupuneri. Până în zori, ei urcaseră la 910 m altitudine și puteau vedea coasta de nord. Se aflau deasupra Golfului Posesiunii, ceea ce însemna că erau prea către vest și că trebuia să meargă spre est pentru a ajunge la Stromness⁠(d), portul de baleniere în care voiau să ajungă. Aceasta a fost una din mai multele întoarceri care au extins durata călătoriei. La capătul acelei prime zile, având nevoie să coboare în valea de sub ei înainte de înnoptare, au riscat totul coborând la vale pe o sanie improvizată cu funii. Nu se punea problema odihnei — au mers mai departe și la lumina lunii, urcând spre un pas prin următorul lanț muntos. În dimineața celei de-a doua zi, văzând portul Husvik⁠(d) dedesubt, știau că sunt pe drumul cel bun. La ora șapte dimineața au auzit fluierul unui cuptor cu aburi de la postul de baleniere, „primul sunet scos de alți oameni pe care îl auzisem de când plecasem din Golful Stromness în decembrie 1914”. După o coborâre dificilă, care a implicat trecerea printr-o cascadă cu apă rece, au ajuns în final în siguranță.
Shackleton, nefiind un om religios, a scris mai târziu: „Nu mă îndoiesc că Providența ne-a condus…Știu că în timpul acelui lung și ostenitor marș de treizeci și șase de ore peste munții și ghețarii fără nume, mi se părea adesea că suntem patru, nu trei”. Această imagine a unui al patrulea călător — prezentată și de Worsley și Crean — a fost preluată de T. S. Eliot în poezia sa The Waste Land.

#### Salvarea
Prima grijă a lui Shackleton, la sosirea la postul Stromness, a fost să aranjeze aducerea celor trei tovarăși ai săi de la Tabăra Peggoty. O balenieră a fost trimisă să ocolească insula, cu Worsley la bord pentru a arăta drumul, și până în seara zilei de 21 mai toți cei șase de pe James Caird erau în siguranță.

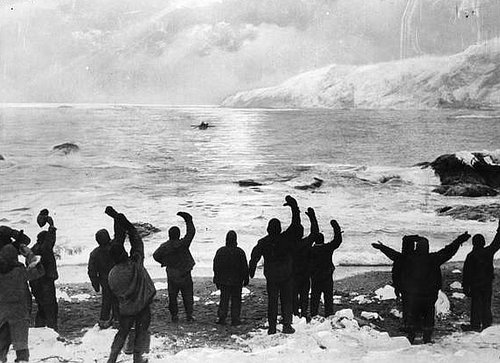
Întoarcerea lui Shackleton pe Insula Elefantului, la 30 august 1916. Toți cei 22 de oameni rămași acolo au supraviețuit.

A fost nevoie de patru încercări pentru ca Shackleton să reușească să se întoarcă pe Insula Elefantului pentru a salva grupul de naufragiați de acolo. Întâi a plecat din Georgia de Sud la doar trei zile după ce sosise la Stromness⁠(d), după ce a obținut dreptul de a folosi o balenieră de dimensiuni mari, The Southern Sky (în română Cerul Sudului), care se afla în portul Husvik. Shackleton a adunat un echipaj de voluntari, pe care îl pregătise de plecare până în dimineața zilei de 22 mai. Când s-au apropiat de Insula Elefantului, au constatat că se formase o barieră de gheață de netrecut, la o distanță de aproximativ 110 km de insulă. The Southern Sky nu a fost construit pentru a sparge gheață, și s-a retras la Port Stanley în Insulele Falkland.
După sosirea la Port Stanley, Shackleton a informat Londra prin telegraf de situația sa, și a cerut să fie trimisă în sud o navă potrivită pentru operațiunea de salvare. A fost informat de către Amiralitate că nimic nu era disponibil înainte de luna octombrie, ceea ce, după părerea lui, era prea târziu. Atunci, cu ajutorul ministrului britanic din Montevideo, Shackleton a obținut de la guvernul uruguayan cu împrumut un trawler, Instituto de Pesca No. 1, care a pornit spre sud la 10 iunie. Banchiza i-a blocat din nou. În căutarea unui alt vas, Shackleton, Worsley și Crean au călătorit la Punta Arenas, în Chile, unde s-au întâlnit cu Allan MacDonald, un britanic, proprietar al schoonerului Emma. McDonald a echipat acest vas pentru o nouă tentativă de salvare, care a demarat la 12 iulie, dar cu același rezultat negativ — banchiza i-a învins pentru a treia oară. Shackleton a dat numele lui McDonald unui ghețar din bariera de gheață Brunt din Marea Weddell. Când acest ghețar nu a mai putut fi identificat, numele McDonald a fost dat unor munți de gheață.
La jumătatea lunii august, Shackleton a rugat guvernul chilian să-i împrumute Yelcho, un vas cu aburi puternic care asistase și Emma în timpul tentativei anterioare. Guvernul a acceptat, și, la 25 august, Yelcho (al cărui căpitan era Luis Pardo⁠(d)) a plecat spre Insula Elefantului. De această dată, notează Shackleton, Providența a fost de partea lor. Mările erau deschise, iar vaporul a putut să se apropie de insulă, pe o ceață groasă. La 11:40 în dimineața zilei de 30 august, ceața s-a ridicat, tabăra a fost localizată și, în mai puțin de o oră, tot grupul de pe Insula Elefantului era la bord, în drum spre Punta Arenas.

#### Pe Insula Elefantului

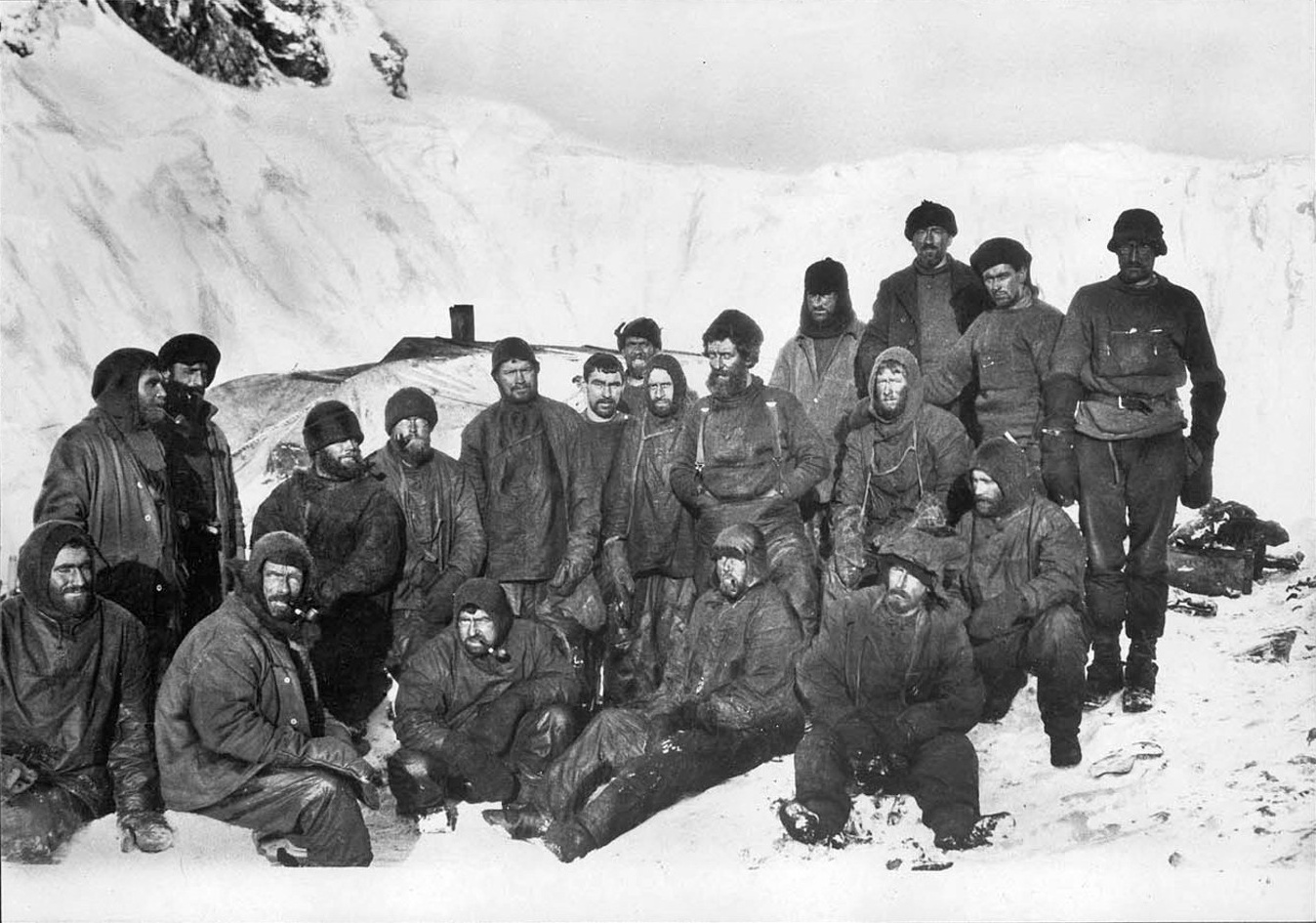
Oamenii lăsați în urmă pe Insula Elefantului (de la stânga la dreapta): (în spate) Greenstreet, McIlroy, Marston, Wordie, James, Holness, Hudson, Stephenson, McLeod, Clark, Orde-Lees, Kerr, Macklin; (rândul al doilea) Green, Wild, How, Cheetham, Hussey, Bakewell; (în față) Rickinson.

După ce Shackleton a plecat cu James Caird, Frank Wild a preluat comanda grupului de pe Insula Elefantului, din care câțiva oameni erau într-o stare foarte proastă, atât fizic cât și mental. Lewis Rickinson⁠(d) suferise ceea ce se bănuia a fi un atac de cord; Blackborow nu putea să meargă, deoarece îi degeraseră picioarele; Hudson era deprimat. Prima necesitate a grupului era un adăpost permanent de iarna care se apropia cu repeziciune. În urma sugestiilor lui Marston și a lui Lionel Greenstreet⁠(d), a fost improvizată o colibă (denumită „The Snuggery”), prin răsturnarea celor două bărci și punerea lor pe niște ziduri joase de piatră, pentru a obține o cameră de 1,5 m. Cu ajutorul pânzei și a altor materiale, structura a fost făcută mai mult sau mai puțin impermeabilă. Era un adăpost rudimentar, dar eficient.
Nimeni nu știa cât de mult avea să dureze până când vor fi fost salvați. Wild, foarte optimist, a estimat inițial o lună, și a refuzat să permită adunarea de provizii de carne de focă și pinguin pe termen lung deoarece aceasta, după părerea lui, era o atitudine defetistă. Această politică a dus la conflicte dure cu Thomas Orde-Lees⁠(d). Orde-Lees nu era o persoană populară, iar prezența sa se pare că nu făcea prea multe pentru a îmbunătăți moralul tovarășilor lui, altfel decât fiind subiect de glume.
Wild a făcut tot ce a putut să stabilească și să mențină rutine și activități care să ușureze stresul, în timp ce săptămânile treceau și previziunile lui Wild se dovedeau a fi optimiste. Grupul a continuat să urmărească iminenta sosire a navei de salvare, au fost înființate schimburi la gătit și curățenie, și se organizau vânători de foci și pinguini. Se țineau concerte sâmbăta, se sărbătoreau zile de naștere, dar nimic nu putea stăvili sentimentele de deznădejde care se accentuau odată cu trecerea lunilor fără apariția vreunei nave. Degetele de la piciorul stâng al lui Blackborow s-au cangrenat de la degerături, și, la 15 iunie, a trebuit să fie amputate de chirurgii Macklin și James McIlroy în coliba luminată de lumânare. Folosind ultimele rezerve de cloroform din proviziile medicale, întreaga operație a durat 55 de minute, și a avut succes. Până la 23 august, se părea că politica de interzicere a formării de provizii a lui Wild era un eșec. Marea din jur era plină de banchize de gheață care ar fi oprit orice navă de salvare, resursele alimentare erau pe terminate și pinguinii nu mai veneau la țărm. Orde-Lees scria: „Va trebui să-l mâncăm pe cel care moare primul […]”. Gândurile lui Wild se îndreptau serios la posibilitatea unei călătorii cu barca spre Insula Decepției (Plănuia să plece pe 5 octombrie în speranța de a se întâlni cu un vas de vânători de balene) când, la 30 august 1916, chinul s-a terminat brusc odată cu apariția navei de salvare.

### Grupul de la Marea Ross
Aurora a plecat din Hobart la 24 decembrie 1914, întârziind în Australia din cauza problemelor financiare și organizatorice. Sosirea sa în Golful McMurdo la 15 ianuarie 1915 a survenit mai târziu decât se plănuise, dar comandantul grupului, Aeneas Mackintosh, a făcut imediat planuri pentru o călătorie de înființare a posturilor de provizii pe bariera de gheață Ross, crezând că Shackleton ar putea încerca să traverseze dinspre Marea Weddell în acest prim an. Nici oamenii, nici câinii nu fuseseră aclimatizați, iar grupul era, în ansamblul său, foarte lipsit de experiență în condiții de îngheț. Din membrii grupului, doar Mackintosh și Ernest Joyce⁠(d) mai fuseseră în Antarctica. Această primă călătorie efectuată în grabă pe gheață a avut ca rezultat pierderea a 10 din cei 18 câini, înființarea unui singur post, și acela incomplet, și un grup de oameni degerați și demoralizați.

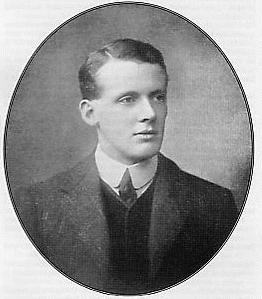
Arnold Spencer-Smith, preotul grupului de la Marea Ross, care a murit în timpul călătoriei de instalare a posturilor din martie 1916.

În mai, lucrurile aveau să fie mai rele, când Aurora, ancorată la Capul Evans, a fost împinsă de vând înspre mare, și nu s-a mai putut întoarce, fiind prinsă de o banchiză de gheață. A plutit în derivă printre ghețuri până la 12 februarie 1916, la o distanță de 2.600 km înainte de a se elibera și a ajunge, cu greu, în Noua Zeelandă. Ducea cu ea o mare parte din combustibilul, hrana, hainele și echipamentul grupului, deși proviziile destinate posturilor fuseseră lăsate la țărm. Totuși, pentru a-și continua misiunea, grupul rămas pe țărm trebuia să se reechipeze și să se reaprovizioneze din resturile expedițiilor anterioare, și anume din Expediția Terra Nova a căpitanului Scott. Datorită improvizărilor ingenioase, călătoria de înființare a posturilor a început conform programului, în septembrie 1915.
În timpul lunilor ce au urmat, printr-un efort suprem, posturile necesare au fost înființate, la intervale egale de-a lungul barierei de gheață Ross până la ghețarul Beardmore. Pe drumul de întoarcere, întregul grup a fost atacat de scorbut. În timpul eforturilor de întoarcere la bază Arnold Spencer-Smith⁠(d), preotul și fotograful grupului, s-a prăbușit și a murit pe gheață. Restul au ajuns la Peninsula Hut Point și s-au refăcut acolo. La 8 mai 1916, Mackintosh și Hayward au hotărât să meargă peste gheața instabilă de pe mare până la Capul Evans, au fost prinși de o furtună și nu au mai fost văzuți. Cei șapte supraviețuitori au suferit apoi încă opt luni de privațiuni până când, la 10 ianuarie 1917, Aurora, reparată în Noua Zeelandă, a revenit să-i aducă la civilizație.
Shackleton a însoțit Aurora ca ofițer suplimentar, după ce îi fusese refuzată comanda de către guvernele Noii Zeelande, Australiei și Regatului Unit, care organizaseră împreună expediția de salvare. Astfel, a participat la salvarea ambelor grupuri ale expediției, dar a fost acuzat de atitudine neglijentă la aranjamentele inițiale ale grupului de la Marea Ross. În ciuda începutului haotic, confuziilor create, dezastruoasei pierderi a Aurorei, și a celor trei morți, grupul de la Marea Ross a fost singura parte a expediției care și-a îndeplinit misiunea inițială, deși eșecul grupului de la Marea Weddell a însemnat că acest lucru a fost în zadar.

## Întoarcerea la civilizație
Grupul celor salvați, care avuse ultimul contact cu civilizația în 1914, nu știa cum evoluase Primul Război Mondial. Vestea sosirii lui Shackleton în Insulele Falkland a eclipsat pentru o scurtă perioadă de timp veștile de pe front în ziarele britanice din 2 iunie 1916. Expediția s-a întors acasă pe bucăți, în timpul unei etape critice a războiului, fără onoruri și medalii. Când Shackleton însuși a sosit în cele din urmă în Anglia la 29 mai 1917, după un scurt turneu în care a ținut cursuri în America, întoarcerea sa a fost cu greu observată.
Majoritatea membrilor expediției au început imediat activități militare sau navale. Până la finalul războiului, doi — Tim McCarthy de pe James Caird și marinarul veteran în Antarctica Alfred Cheetham — au murit în război, iar Ernest Wild⁠(d) de la Marea Ross a murit de febră tifoidă în timp ce lupta în Marea Mediterană. Câțiva alții au fost grav răniți, și mulți au fost decorați pentru acte de eroism. În urma unei misiuni de propagandă în Buenos Aires, Shackleton a fost angajat în timpul ultimelor săptămâni ale războiului în operațiuni speciale în Murmansk, având rangul militar de maior. Aceasta l-a ținut ocupat până în martie 1919. După aceea, a mai organizat o ultimă expediție în Antarctica, Expediția Shackleton–Rowett pe nava Quest, care a plecat din Londra la 17 septembrie 1921. Shackleton a murit de infarct la 5 ianuarie 1922, în timp ce Quest era ancorată în Georgia de Sud.
Wild, Worsley, Macklin, McIlroy, Hussey, Alexander Kerr⁠(d), Thomas McLeod⁠(d) și bucătarul Charles Green, de pe Endurance, au fost toți și pe Quest. După moartea lui Shackleton, programul inițial, care includea explorarea Țării Enderby, a fost abandonat. Wild a condus o călătorie scurtă care i-a adus aproape de Insula Elefantului. Au ancorat în apropierea Capului Wild, și au văzut vechile puncte de referință, dar starea mării a făcut imposibilă acostarea.
Aveau să treacă 40 de ani până la prima traversare reușită a Antarcticii, de către Expediția Transantarctică a Commonwealth-ului, în perioada 1955–58. Această expediție a plecat din Golful Vahsel, a urmat o rută care a evitat cu totul ghețarul Beardmore, și a trecut pe lângă mare parte din bariera de gheață Ross, ajungând la Golful McMurdo în urma unei coborâri a ghețarului Skelton. Întreaga călătorie a durat 98 de zile.